# Садалі
Садалі (італ. Sadali, сард. Sàdili) — муніципалітет в Італії, у регіоні Сардинія,  провінція Кальярі.
Садалі розташоване на відстані близько 360 км на південний захід від Рима, 70 км на північ від Кальярі.
Населення — 948 осіб (2014).
Покровитель — святий Валентин.

## Демографія
Населення за роками:

Станом на 1 січня 2023 року в муніципалітеті офіційно проживало 39 іноземців з 13 країн, серед них 8 громадян країн Євросоюзу та 1 громадянин України.

## Сусідні муніципалітети
- Естерцилі
- Нуррі
- Сеуї
- Сеуло
- Вілланова-Туло